# 陰関数
数学の特に解析学における陰函数（いんかんすう、英: implicit function; 陰伏函数）は、陰伏方程式すなわち適当な多変数函数（しばしば多変数多項式）R によって R(x1, …, xn) = 0 の形に表される関係によって（その函数の引数のうちの一つの変数の値を残りの変数に関係付けることによって）陰伏的 (implicitly) に定義される函数を言う:204–206。
例えば、単位円を定める陰伏方程式は x2 + y2 − 1 = 0 であり、このときの y に対する陰函数 y = f(x) は、x2 + (f(x))2 − 1 = 0 によって陰伏的に定められる。この陰伏方程式が、x の連続函数として f を定めるのは −1 ≤ x ≤ 1 に対してのみ、かつ函数の値として非負の値のみ（あるいは非正の値のみ）を取るものとしたときである（非負または非正の二つの連続な枝がある）。陰函数定理はこのような関係がいつ陰伏函数を定義するのかという十分条件を与えるものである。
R が多変数多項式であるときの R(x1, …, xn) = 0 なる形の関係に対して、この関係を満足する変数の値の組全体の成す集合を、n = 2 のときは陰伏曲線、n = 3 のときは陰伏曲面と呼ぶ。このような陰伏方程式は代数幾何学の基盤であり、古典的な代数幾何学では多項式の零点を記述する陰伏方程式からなる連立方程式の解を研究する。そのような零点集合はアフィン代数的集合と呼ばれる。
微分方程式の解は一般には陰函数の形で得られる。

## 例

### 逆函数
よくある種類の陰函数は逆函数である。函数 f の逆函数は、f の独立変数と従属変数の役割を入れ替えると得られる。つまり、f が x の函数であるとき、f の逆函数 f−1 は、x を y の式として方程式 y = f(x) を解くことで与えられ、その解が x = f−1(y) である。別な言い方をすると、陰伏方程式 R(x, y) = y − f(x) = 0 を x について解いたものが逆函数である。例えばランベルトのオメガ函数は、陰伏方程式 y − xex = 0 を x について解いた陰伏函数（つまり y の逆函数）として与えられる。

### 代数函数
代数函数は係数がそれ自身多項式であるような多項式方程式を満足する函数である。例えば一変数 x に関する代数函数は、陰伏方程式
{\displaystyle a_{n}(x)y^{n}+a_{n-1}(x)y^{n-1}+\dotsb +a_{0}(x)=0}
を y について解くことで与えられる。ここで、各係数 ai(x) は x の多項式である。代数函数は解析学および代数幾何学において重要な役割を果たす。代数函数の簡単な例は、単位円の方程式 x2 + y2 −1 = 0 を y について解いた y = ±√1 − x2 である。
ただし、この陽に表された解を特定することをせずとも、この単位円の陰伏的な解に言及することは可能である。例えば y に関する二次、三次および四次方程式に対しては同様に陽に表された解を求めることができるが、例えば
{\displaystyle y^{5}+2y^{4}-7y^{3}+3y^{2}-6y-x=0}
のような五次あるいはより高次の方程式においては、一般には解を陽にすることはできない。それにもかかわらず、陰伏多価函数 g を含む陰伏解 y = g(x) に関して考えることができる。

## 注意
単位円の方程式の場合を一つの特徴的な例として、必ずしも任意の方程式 R(x, y) = 0 が一価函数のグラフを導くわけではないことに注意すべきである。あるいは C が三次多項式でそのグラフに「起伏」がある（つまり極大値と極小値を持つ）ようなものとしたとき、方程式 x − C(y) = 0 の陰伏的に定義する函数もそのような例を与える。したがって、陰函数が「真の」（つまり一価の）函数となるためには、陰伏方程式のグラフの一部分に話を限る必要があることがわかる。陰函数は、x-軸のある部分に「ズームイン」して、函数の不都合な枝を「取り払って」しまった後でのみ、真の函数を得ることに成功するということがしばしばある。そうすれば、y を表す方程式を他の変数の陰函数として書くことができる。
定義方程式 R(x, y) = 0 が他の病的な性質を持つこともある。例えば、垂直線の方程式 x = 0 は y について解くことで与えられる函数 f(x) というものを導くことは全くない。このような問題を避ける目的で、許される方程式の種類や定義域に様々な制約条件を課すことが頻繁に行われる。陰函数定理はこのような病的な性質の種類を扱う一様な方法を提供する。

## 陰函数微分
微分積分学において陰函数微分法 (implicit differentiation) と呼ばれる手法は、連鎖律を用いて陰伏的に定義された函数を微分する。
陰伏函数 y(x) を微分するに際して、定義方程式 R(x, y) = 0 を y について陽に解いてからそれを微分するということは、一般には可能でない。その代わり、R(x, y) を x および y に関して微分して、それから dy⁄dx に関する一次方程式を解いて x および y の式として陽に書かれた導函数を得るということができる。方程式が陽に解けるという場合であってさえも、陰函数微分で得られる式は、一般により単純で扱いが容易である。
陰函数微分の一般公式 ― R(x, y) = 0 のとき、陰伏函数 y(x) の導函数は
{\displaystyle {\frac {dy}{dx}}=-{\frac {\partial R/\partial x}{\partial R/\partial y}}=-{\frac {R_{x}}{R_{y}}}}
で与えられる:§ 11.5。ここに、Rx および Ry はそれぞれ R の x および y に関する微分を表す。
上記の公式は、R(x, y) = 0 の両辺の（x に関する）全微分を得るために多変数の連鎖律を適用すれば、
{\displaystyle {\frac {\partial R}{\partial x}}{\frac {dx}{dx}}+{\frac {\partial R}{\partial y}}{\frac {dy}{dx}}=0}
となることから導かれる。

## 陰函数定理
R(x, y) が R2 内の滑らかな部分多様体 M によって与えられ、この部分多様体の点 (a, b) がその点における接空間が垂直でない（つまり  ∂R/∂y ≠ 0）ならば、M は点 (a, b) の十分小さな近傍において、f が滑らかな函数となるような媒介表示 (x, f(x)) によって与えられることが示せる。

単位円は x + y = 1 を満足する点 (x, y) 全体の成す集合として陰に定義することができる。点 A の周りで y は函数 y(x) として、具体的には g(x) = √1 − x として表される。接線が垂直となる点 B の周りではそのような函数は存在しない。

より俗な言い方をすれば、考えているグラフの接線が垂直でない限り、陰函数は存在して微分することができるということである。方程式
{\displaystyle R(x,y)=0}
が与えられている標準的な場合において、R に関する条件は偏微分の意味で確認することができる:§ 11.5。